# Basset
Basset hound – jedna z ras psów, należąca do grupy psów gończych i posokowców, zaklasyfikowana do sekcji psów gończych w podsekcji gończych krótkonożnych. Typ jamnikowaty. Według klasyfikacji FCI podlega próbom pracy.

## Rys historyczny
Bassety zaczęto hodować we Francji pod koniec XVI wieku. Również basset hound wywodzi się od ras francuskich: jego przodkami są Basset d'Artois oraz Basset artezyjsko-normandzki. W 1866 roku para bassetów normandzkich, prezent od hrabiego de Tournow dla lorda Galwaya, trafiła do Anglii. Potomstwo tych psów zostało skrzyżowane z innymi bassetami z Normandii, z czasem zaś zaprzestano importu i zaczęła się rozwijać angielska wersja basseta, dziś znana jako basset hound. Kształt głowy i ostrość węchu sugerują bliskie pokrewieństwo z bloodhoundem. Basset mógł powstać przez mutację w tej rasie, która spowodowała karłowatość. Na początku XIX wieku bassety udowodniły swoją przydatność dla myśliwych polujących pieszo. Najczęściej wykorzystywano je w polowaniach na króliki, zające i postrzałki bażantów, basseta można też nauczyć zapędzania na drzewo szopów, oposów i wiewiórek. Dzięki niskiemu wzrostowi basset szczególnie dobrze sprawdza się w gęstym, niedostępnym poszyciu leśnym.
Nazwa pochodzi od francuskiego słowa bas (niski).

## Wygląd

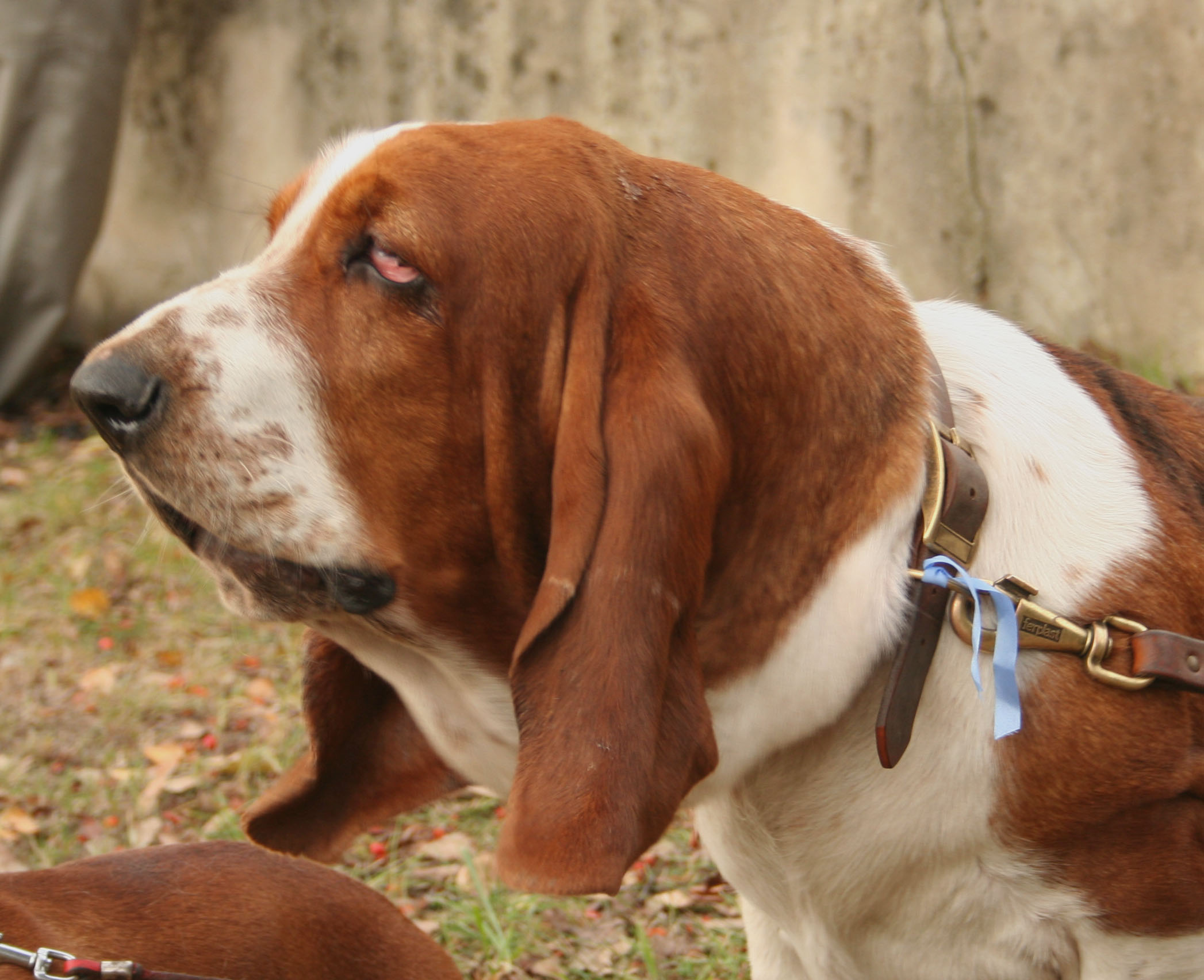
Głowa basset hounda

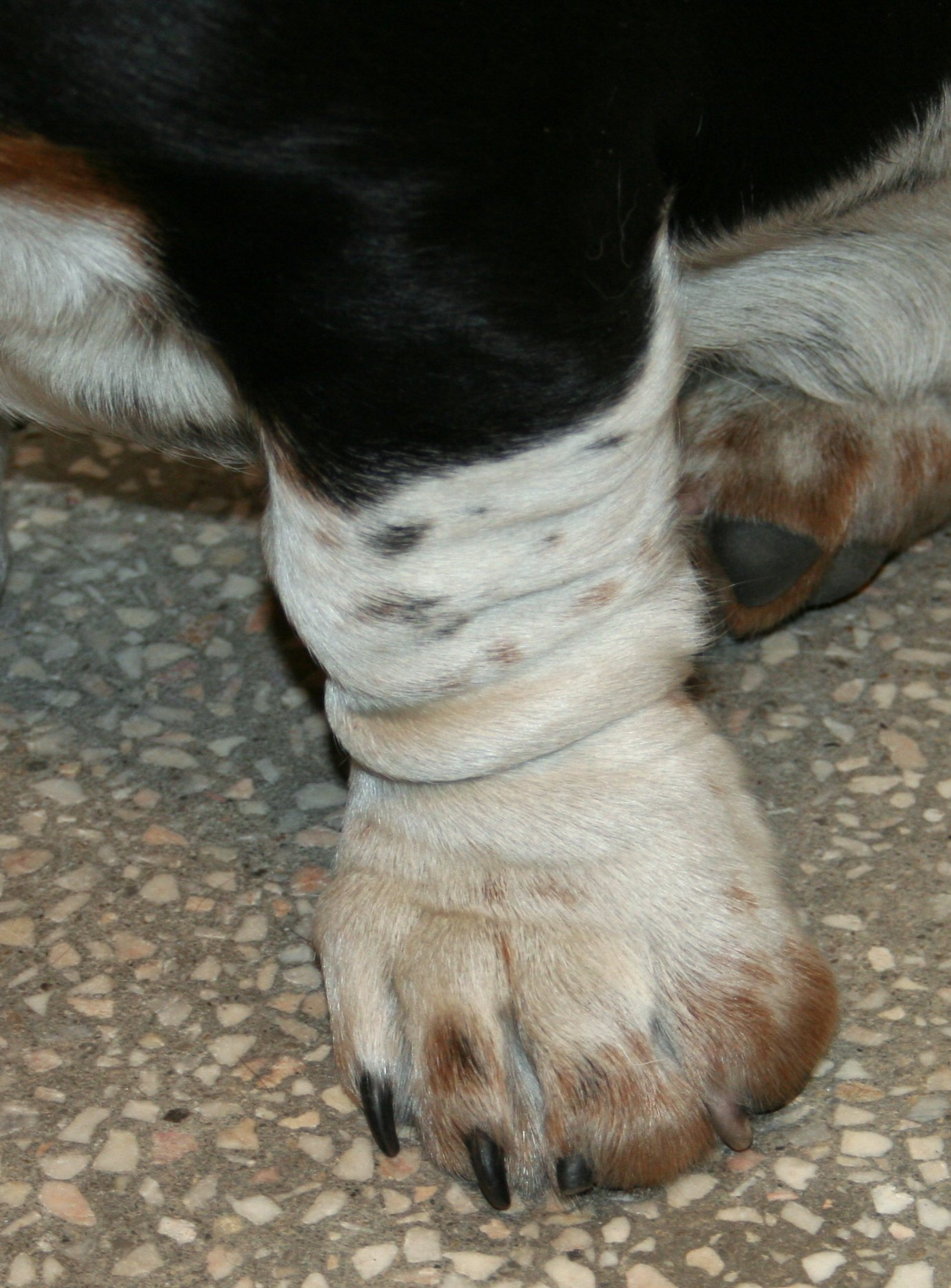
Przednia łapa młodego basset hounda

- Oczy: ciemne, orzechowe lub brązowe, w zależności od maści. Czerwień dolnej powieki jest ledwo widoczna.
- Uszy: osadzone poniżej poziomu oczu, długie, masywne, wiotkie, aksamitne i zawijające się do wewnątrz.
- Głowa: wysklepiona, z widocznym guzem potylicznym, kilka fałd koło brwi i obfite, ciężkie fafle.
- Tułów: Szeroki, długi, prosty grzbiet. Klatka piersiowa umiarkowanie głęboka.
- Kończyny: Krótkie, silne, z mocnym kośćcem. Z przodu stawy nadgarstkowe wyginają się trochę do środka, ale nie na tyle, aby się stykać. Są pofałdowane.
- Ogon: długi, silny, zwężający się i prosty, ale lekko zagięty, gdy pies się rusza.

### Szata i umaszczenie
Sierść jest gładka, krótka i przylegająca. Maść zróżnicowana, typowe dla rasy jest umaszczenie łaciate.

## Zachowanie i charakter
Basset to uparty pies myśliwski, ale zarazem przyjazny członek rodziny. Pomimo krótkich nóg potrafi poruszać się bardzo szybko. Jako pies polujący odznacza się wytrwałością i poświęceniem, spuszczony ze smyczy może nie reagować na nawoływania właściciela, gdy złapie trop. W domu ujawnia łagodniejszą stronę swojej natury: jest przyjazny, spokojny aż do flegmatyczności, tolerancyjny dla dzieci, zwykle toleruje też inne psy. Ma głęboki, przeciągły głos. Bassety źle znoszą samotność, co może mieć wpływ na ich głośne zachowanie.

## Użytkowość
Pierwotnie pies tej rasy był cenionym tropowcem, często używanym do polowań na zające. Pomimo tego, że ma rodowód psa myśliwskiego, hoduje się go obecnie głównie jako psa rodzinnego.

## Zdrowie i pielęgnacja
Basset nadaje się do małego mieszkania, o ile właściciel zapewni mu odpowiednią ilość ruchu. Pielęgnacja psa jest bardzo prosta, wystarczy szczotkowanie od czasu do czasu, można też wygładzać szatę rękawicą do czesania. Sierść basseta może wydzielać dość intensywny zapach i wymagać kąpieli nieco częściej niż w przypadku innych krótkowłosych psów.
Młode psy są podatne na okaleczenia końcówek uszu podczas chodzenia, stąd wymagają odpowiedniego ich zabezpieczenia i pielęgnacji. Inne typowe dla bassetów problemy zdrowotne to zapalenie spojówek, ektropium oraz choroby dysków międzykręgowych. Psy tej rasy mają też skłonność do chorób skóry, m.in. łojotoku. Mniejsze jest prawdopodobieństwo wystąpienia skrętu żołądka: bassety znajdują się w grupie średniego ryzyka. Psa nie należy przekarmiać, jest bowiem łakomy i łatwo tyje.

## W kulturze
- Droopy – antropomorficzny basset, bohater kreskówek.
- Właścicielem basseta był serialowy porucznik Columbo[7].
- Pies rasy basset hound wystąpił w filmach z serii „Mistrz kierownicy”, jego właścicielem był Bałwan/Yeti (Snowman), kierowca ciężarówki ochranianej przez Bandziora (Bo/Bandit). Pies miał na imię Fred.